# 湖山彰夫
湖山 彰夫（こやま あきお、1958年8月 - ）は、鳥取県生まれの空手家（九段）。極真空手道連盟極真館国際本部長・山陰支部長。

## 来歴
- 1979年 極真会館総本部に入門。後に盧山道場に移籍。内弟子寮「盧山泊（ろざんぱく）」初代寮長。
- 極真会館山陰支部長を歴任し、2002年12月、極真会館退会。極真館本部長就任。
- 2022年4月17日、極真奨学会・梅田嘉明理事長より極真館国際本部長に任命される。